# Vahidski Sultanat Balhaf
Vahidski Sultanat Balhaf  (arapski: الواحدي بالحاف ) ili samo  Vahidski Sultanat (engleski: Wahidi Sultanate) ponekad zvan i Vahidi Balhaf, prostirao se na istoku britanskog Protektorata Aden uz obale Indijskog oceana i unutrašnjost Istočnog Jemena. Danas je teritorij ovog bivšeg sultanata dio jemenske muhafaze Šabve.

## Povijest sultanata
Vahidski sultanat bio je feudalna država vladara plemena Vahidi (Wahidi) sa sjedištem sultana u gradu Habbanu, on je podijeljen 1830. u četiri sultanata; Vahidski sultanat Azzan, Vahidski Vilajet Bir Ali, Vahidski Sultanat Haban i Vahidski sultanat Balhaf. 
Vahidski sultani potpisali su neformalni sporazum o zaštiti s Britanijom 1888. godine i postali dio Protektorata Aden, sve do 1917., on je bio dio Zapadnog Adenskog protektorata od 1917. – 1937. a potom Istočnog Adenskog Protektorata (1937. – 1961.). 
Sultan Abdallah Umar, koji je na čelo Vahidskog sultanata Balhaf,  stupio 1881.,  uspio je iste godine 4. svibnja 1881. ujediniti Vahidske sultanate;  Balhaf i Azzan. Nakon toga je Vahidskom sultanatu Balhaf pristupio manji Vahidski Vilajet Bir Ali 1961. godine, te 1962. Vahidski Sultanat Haban.  Vahidski Sultanat Balhaf potom je ušao u Federacija Arapskih Emirata Juga pod imenom Vahidski Sultanat.
Posljednji sultan - Nasir ben Abd Allah al-Wahidi, svrgnut je s vlasti 1967., tad je ukinut sultanat i osnivana Narodna Republika Južni Jemen, koja se ujedinila s Sjevernim Jemenom 22. svibnja 1990. u današnju državu Republiku Jemen.

## Sultani Vahidskog sultanata Balhaf
- Nasir ben Ahmad al-Wahidi, 1830.-?
- Ahmad ben Nasir al-Wahidi, ?
- Umar ben Husayn al-Wahidi, ?-1881.
- Abd Allah ben Umar, 1881. – 1885.
- Hadi ben Salih al-Wahidi, 1885. – 1892. (sultan; Balhafa, Azzana)
- Muhsin ben Salih al-Wahidi, 1892. – 1893.
- Salih ben Abd Allah al-Wahidi, 1893. – 1894.
- Muhsin ibn Salih al-Wahidi, 1894. – 1919. (drugi put)
- Ali ibn al-Husayn al-Wahidi, 1919. – 1948.
- Ali ibn Muhsin al-Wahidi, 1948.
- Nasir ben Abd Allah al-Wahidi, 1948. – 1967.  (sultan; Balhafa, Azzana, Vilajet Bir Ali i Habbana, od 1962. Vahidski sultanat)